# Liste des sites Ramsar en Corée du Sud
Cet article recense les zones humides de Corée du Sud concernées par la convention de Ramsar.

## Statistiques
La convention de Ramsar est entrée en vigueur en Corée du Sud le 28 juillet 1997.
En janvier 2020, le pays compte 24 sites Ramsar, couvrant une superficie de 202,14 km2.

## Liste
| Site                                          | Province           | Notes | Date               | Superficie (km²) | Altitude (m)  | Identifiant Ramsar | Identifiant WDPA | Coordonnées                        | Photo |
| --------------------------------------------- | ------------------ | ----- | ------------------ | ---------------- | ------------- | ------------------ | ---------------- | ---------------------------------- | ----- |
| Tourbières, yongneup du Daeam (en)            | Gangwon            |       | 28 mars 1997       | 1,06             | 1 200 - 1 280 | 898                | 145551           | 38° 13′ 01″ nord, 128° 07′ 01″ est |       |
| Zone humide d'Upo (en)                        | Gyeongsang du Sud  |       | 2 mars 1998        | 8,54             | 10            | 934                | 166747           | 35° 33′ 00″ nord, 128° 25′ 01″ est |       |
| Zone humide de Jangdo (en)                    | Jeolla du Sud      |       | 30 mars 2005       | 0,09             | 230 - 267     | 1458               | 902402           | 34° 40′ 23″ nord, 125° 22′ 16″ est |       |
| Baie de Suncheon                              | Jeolla du Sud      |       | 20 janvier 2006    | 35,50            | 0 - 7         | 1594               | 902856           | 34° 48′ nord, 127° 24′ est         |       |
| Mulyeongari-Oreum (en)                        | Jeju               |       | 18 novembre 2006   | 0,31             | 380 - 508     | 1648               | 902992           | 33° 22′ 08″ nord, 126° 41′ 31″ est |       |
| Zone humide de Duwung (ko)                    | Chungcheong du Sud |       | 20 décembre 2007   | 0,067            | 10            | 1724               | 478004           | 36° 50′ 10″ nord, 126° 11′ 49″ est |       |
| Mujechineup (en)                              | Ulsan              |       | 20 décembre 2007   | 0,04             | 510 - 630     | 1725               | 478005           | 35° 27′ 00″ nord, 129° 07′ 59″ est |       |
| Vasière de Muan (en)                          | Jeolla du Sud      |       | 14 janvier 2008    | 35,89            | 3 - 4         | 1732               | 478016           | 35° 06′ 00″ nord, 126° 22′ 59″ est |       |
| Habitat Maehwamarum de Ganghwa (en)           | Incheon            |       | 13 octobre 2008    | 0,01             | 5             | 1846               | 478027           | 37° 37′ 59″ nord, 126° 31′ 01″ est |       |
| Muljangori-Oreum (en)                         | Jeju               |       | 13 octobre 2008    | 0,63             | 900 - 937     | 1847               | 555547326        | 33° 24′ 00″ nord, 126° 37′ 59″ est |       |
| Zones humides du parc national d'Odaesan (en) | Gangwon            |       | 13 octobre 2008    | 0,02             | 780 - 1 170   | 1848               | 478029           | 37° 46′ 01″ nord, 128° 40′ 01″ est |       |
| Zone humide des 1100 m                        | Jeju               |       | 12 octobre 2009    | 0,13             | 1 100         | 1893               | 555542714        | 33° 21′ 00″ nord, 126° 28′ 01″ est |       |
| Vasière de Seocheon                           | Chungcheong du Sud |       | 9 septembre 2010   | 15,30            | 0             | 1925               | 555542716        | 36° 00′ nord, 126° 30′ est         |       |
| Vasières de Gochang et Buan                   | Jeolla du Nord     |       | 13 décembre 2010   | 45,50            | 0 - 7         | 1937               | 555542715        | 35° 33′ 00″ nord, 126° 34′ 59″ est |       |
| Dongbaekdongsan (en)                          | Jeju               |       | 14 mars 2011       | 0,59             | 92 - 147      | 1947               | 555542788        | 33° 31′ 01″ nord, 126° 43′ 01″ est |       |
| Zone humide d'Ungok (en)                      | Jeolla du Nord     |       | 6 avril 2011       | 1,80             | 40            | 1948               | 555542717        | 35° 27′ 47″ nord, 126° 38′ 42″ est |       |
| Vasière de Jeungdo (ko)                       | Jeolla du Sud      |       | 1er septembre 2011 | 31,30            | 2 - 5         | 1974               | 555543046        | 34° 57′ 43″ nord, 126° 11′ 13″ est |       |
| Han, îlots Bamseom (en)                       | Séoul              |       | 21 juin 2012       | 0,273            | 5             | 2050               | 555547979        | 37° 33′ 22″ nord, 126° 55′ 41″ est |       |
| Vasière de Songdo (ko)                        | Incheon            |       | 10 juillet 2014    | 6,11             | -1 - 8        | 2209               | 555624131        | 37° 23′ 28″ nord, 126° 39′ 00″ est |       |
| Sumeunmulbaengdui                             | Jeju               |       | 13 mai 2015        | 1,175            | 976 - 984     | 2225               | 555626101        | 33° 21′ 54″ nord, 126° 27′ 00″ est |       |
| Zone humide de Hanbando (ko)                  | Gangwon            |       | 13 mai 2015        | 1,915            | 207 - 230     | 2226               | 555626102        | 37° 13′ 16″ nord, 128° 20′ 13″ est |       |
| Estuaire de Dongcheon                         | Jeolla du Sud      |       | 20 janvier 2016    | 5,3985           | 0 - 20        | 2269               | 555624200        | 34° 53′ 24″ nord, 127° 30′ 40″ est |       |
| Vasière de Daebudo                            | Gyeonggi           |       | 25 octobre 2018    | 4,53             | -1 - 1        | 2359               |                  | 37° 13′ 30″ nord, 126° 34′ 08″ est |       |
| Zone humide de Janghang                       | Gyeonggi           |       | 21 mai 2021        | 5,958            |               | 2448               |                  | 37° 38′ 01″ N, 126° 45′ 35″ E      |       |